# Gaius Vibius Publilianus
Gaius Vibius Publilianus (vollständige Namensform Gaius Vibius Gai filius Velina Publilianus) war ein im 1. Jahrhundert n. Chr. lebender Angehöriger des römischen Ritterstandes (Eques). Durch eine Inschrift auf einem Altar, die auf 41/70 n. Chr. datiert wird, sind einzelne Stationen seiner Laufbahn bekannt. Seine Laufbahn ist in der Inschrift in aufsteigender Reihenfolge wiedergegeben.
Publilianus war zunächst Schreiber eines Quaestors (scriba quaestorius). Im Anschluss folgte seine militärische Laufbahn, die aus den für einen Angehörigen des Ritterstandes üblichen Tres militiae bestand. Zunächst übernahm er als Präfekt die Leitung der Cohors IIII Thracum. Danach diente er als Tribun in der Legio IIII Macedonica und daran anschließend in der Legio XXI Rapax, die beide in der Provinz Germania stationiert waren.
Er kehrte danach in seine Heimat zurück und errichtete dem Hercules Invictus einen Altar, der in Tibur, dem heutigen Tivoli gefunden wurde. Publilianus war in der Tribus Velina eingeschrieben und stammte daher möglicherweise aus Picenum.